# リギダマツ
リギダマツ（学名：Pinus rigida）はマツ科マツ属の樹木である。

## 名前と分類
マツ科マツ属に分類。マツ属（Pinus 属）の中では複維管束亜属（Pinus 亜属）に分類される。和名は種小名rigidaからリギダマツと呼ばれることが多い。他にミツバマツ、アメリカミツバマツなど。rigidaという種小名は「堅い」という英語rigidに由来する。英名はPitch pine（松脂の松）。
亜種・変種等は認められていないものの、形態的によく似ており、分布域も一部重なるヌママツ (Pinus serotina)については学者によっては本種の亜種に含めるときがある。このヌママツの他にもテーダマツ（Pinus taeda）、エキナタマツ(P. echinata)などいくつかのマツと雑種を形成することで知られている。

## 分布
アパラチア山脈に沿って北米大陸東北部から東南部にかけて分布。Australes節の仲間では最も北方に分布し、アメリカ・カナダ国境付近まで分布する。南限もこのグループでは最も北でノースカロライナ州西部付近。
原産地の気候は比較的多湿である。平均年間降水量は940 - 1420 mmで乾季・雨季の区別はなく年間を通じてある程度降るような地域である。霜が降りない期間は年間110日から190日ほどであり、気温は生息地の北部の生息地の一部では冬には-40℃まで低下する。夏には多くの地域で35℃以上になる。
本種は多くの場合、土壌が浅く貧栄養の場所、もしくは土壌が砂や砂利の場所に限って生息している。分布域の北部の多くは氷河に削られて出来た砂地である。本種は、その上海底が隆起してできた沖積土に由来する砂地や岩場でも優先種となる。ニュージャージー州北部、ニューヨーク州南部、ペンシルベニア州南部にまたがる高地や山地では、土壌が浅い急傾斜地や断崖絶壁における優先種である。アメリカ北東部、ニューイングランドと呼ばれる地域において、本種は岸辺や渓谷沿いで良く見つかる。ニューヨーク州においては標高600 m以上の場所にはほとんど生えていないが、ペンシルベニア州では州内のすべての標高で生育しており、州内最高地点の標高979 m地点でも生育している。グレート・スモーキー山脈（Great Smoky Mountains）およびその周辺においては本種は標高400 m付近から1400 m付近で見られる。丘陵地においてはより暖かく乾燥している南斜面や西斜面を好む。
後述のように木材利用としてはあまり有用でないとみなされており、日本をはじめ海外では特に大規模な移入は行われていない。日本では植物園や公園に少数が生育する。本種はマツ材線虫病に耐性を持つために、この病気によるマツ枯れが問題になっている日本では在来のマツに代わってに山野への導入も検討されたことがある。

## 形態
成木の樹高は比較的小型ないし中型ほど普通は樹高6 - 20 mほど。アメリカ合衆国メイン州にある巨大な老木では個体では胸高直径109 cm、樹高29 m、樹冠直径15 mというものも見つかっている。樹形は曲がることが多く不規則、樹皮は赤褐色で荒く鱗状に裂けるなど一見すると在来のアカマツ(Pinus densiflora)と似ている。本種は不定芽が発達しており、太い幹から直接もじゃもじゃと芽を出すこと、1年中樹上にたくさんの球果を付けていることが特徴的である。
日本では見られない三針葉のマツの一種。針葉は3本が束生し、僅かに曲がる。日本で比較的よく植えられている他の三針葉マツのテーダマツ (Pinus taeda)やダイオウマツ (P.palustris)に比べると葉の長さは短いが、6 -13cmほどで日本の在来のマツよりは長い。葉がかなり太くなることも特徴的で幅1 mm以上になる。
雄花は黄色がかった色で、成熟時には紫色を帯びる場合もある。長さは13 - 25 cmである。成熟時の雌花は緑色だが、赤みを帯びて見えるときがある。それらは丈夫な茎の上に形成され、茎を含めないと8 mm、茎を含めると20 mmの大きさがある。
球果 (松かさ) は他の三針葉マツの細長いものに比べると丸く卵型。大きさも日本の在来種であるアカマツやクロマツのそれに良く似ており、長さ4 - 7 cm、熟した球果は閉じている状態で幅2.5 cmから3.5 cmほどであり、開くと幅4.5 -5.5 cmほどになる。鱗片上に鋭い棘を持つのが特徴で、握ると痛い。内部の種子は5 mm程度であり、15 mmから20 mm程度の翼をもつ。
球果（松かさ）は枝から離れにくく、時に10年以上もくっついたままとなることがある。同じように樹上に何年も松かさを残すマツとしてはバンクスマツ(Pinus banksiana)やコントルタマツ (P. contorta) なども有名である。しかし、これらのマツが火災の熱によって球果を開き、種子を散布するので、樹上の球果が閉じられているのに対し、本種は熟すとすぐに球果を開けて中の種子を散布するためにそれは開いている。

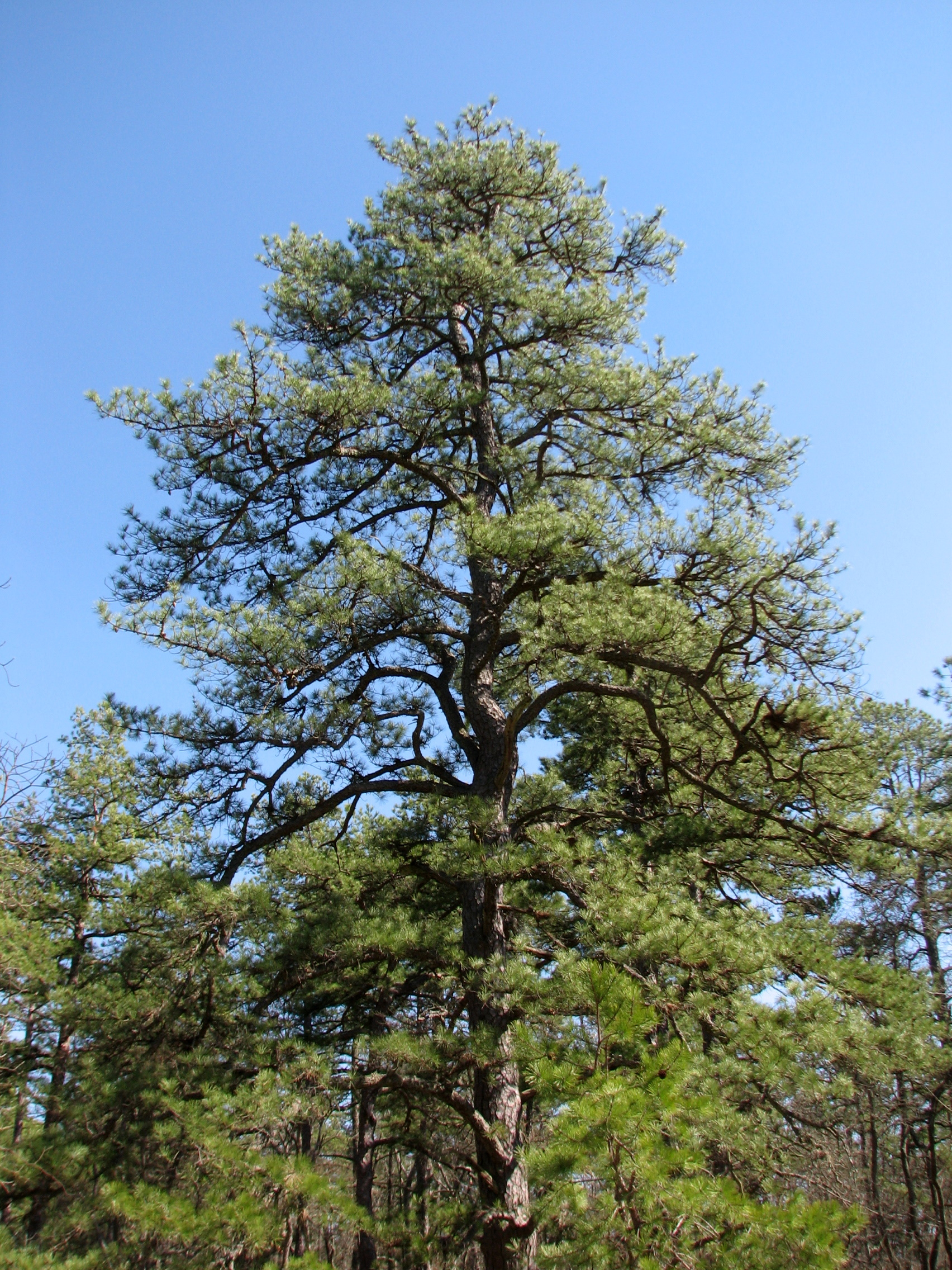
樹形。曲がってしまうことが多く、木材には不適。
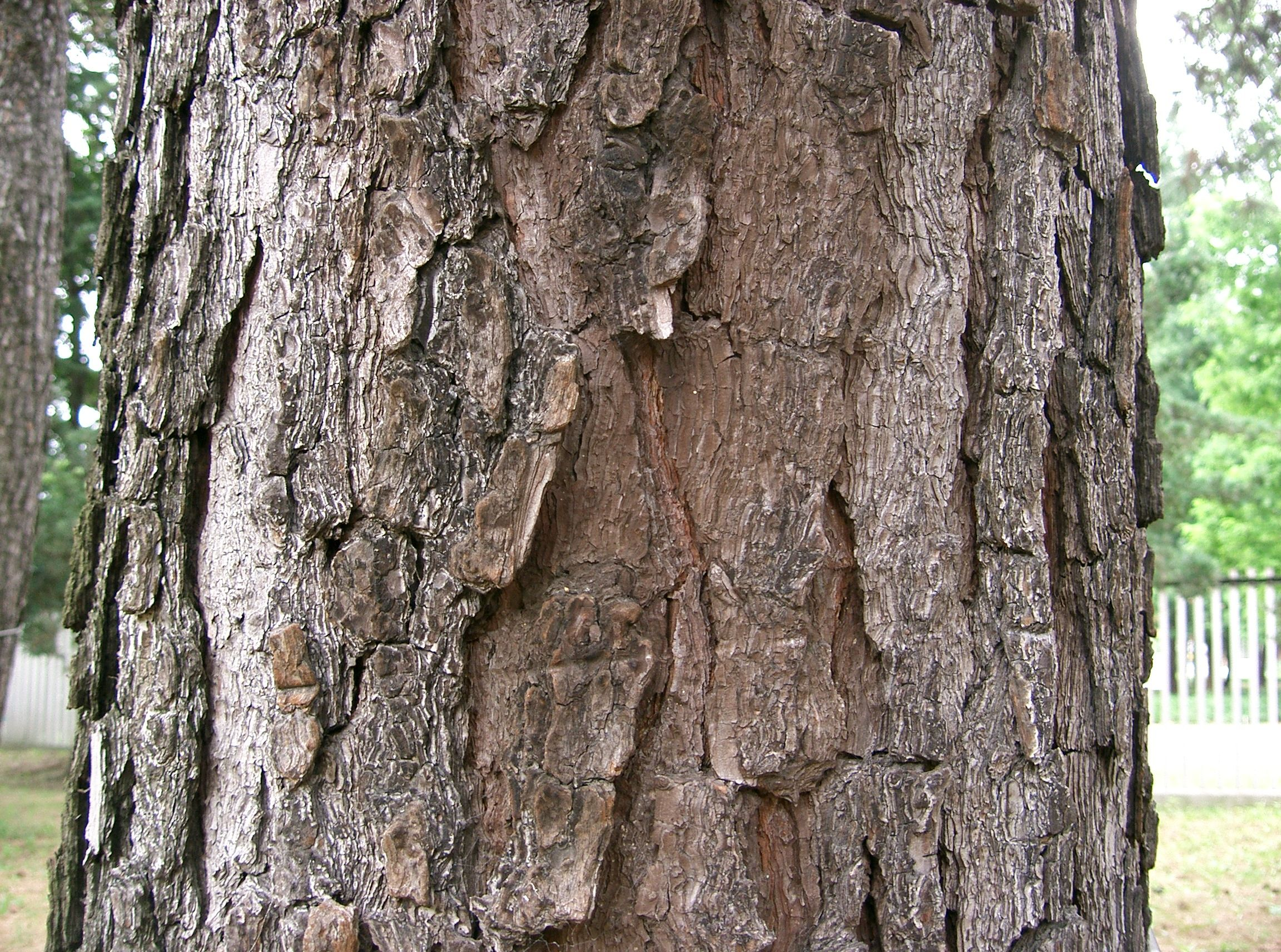
樹皮は鱗状に大きく裂ける
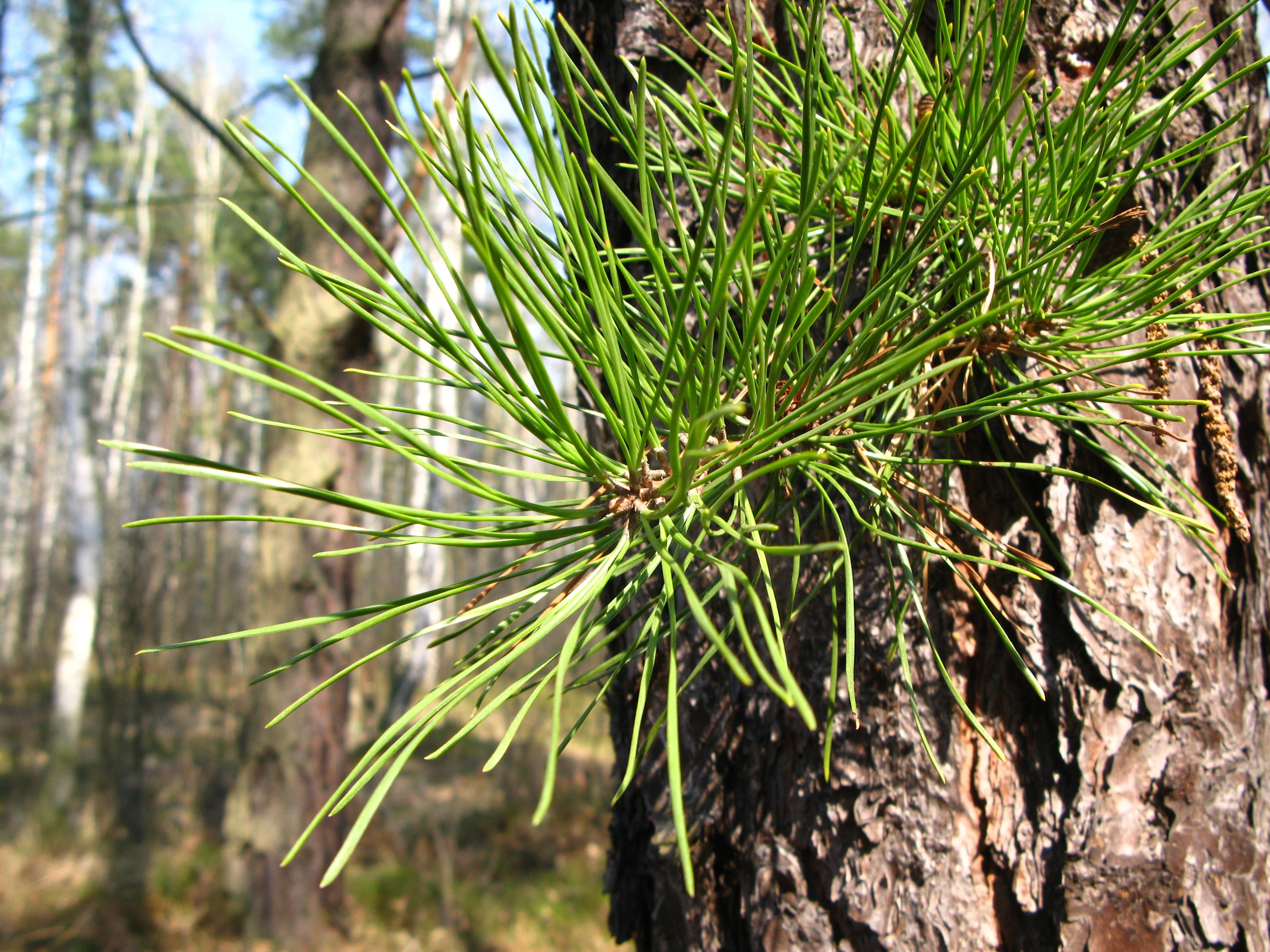
幹から葉を出すことが多い
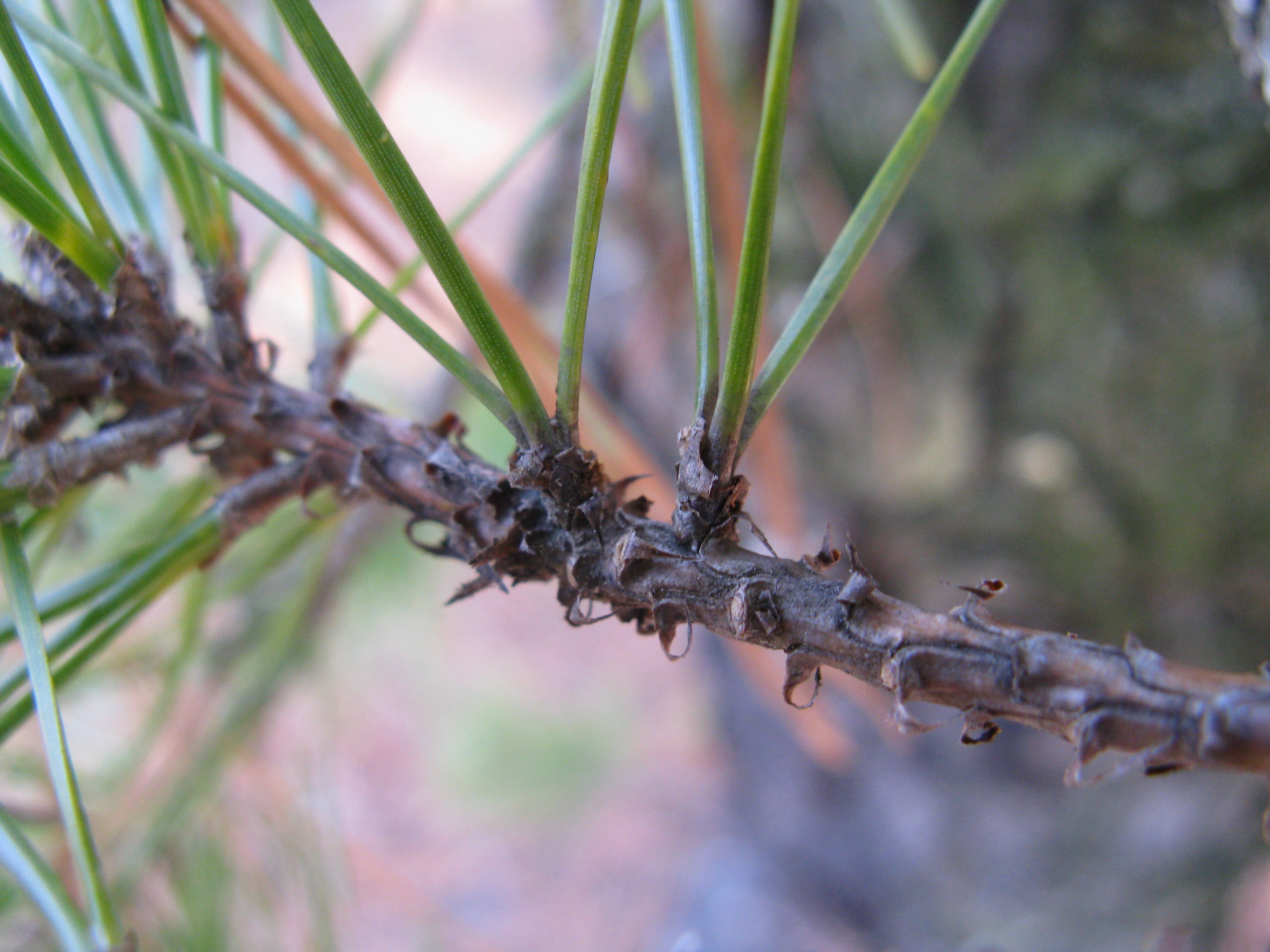
葉の付け根部分。三つ葉のマツである。
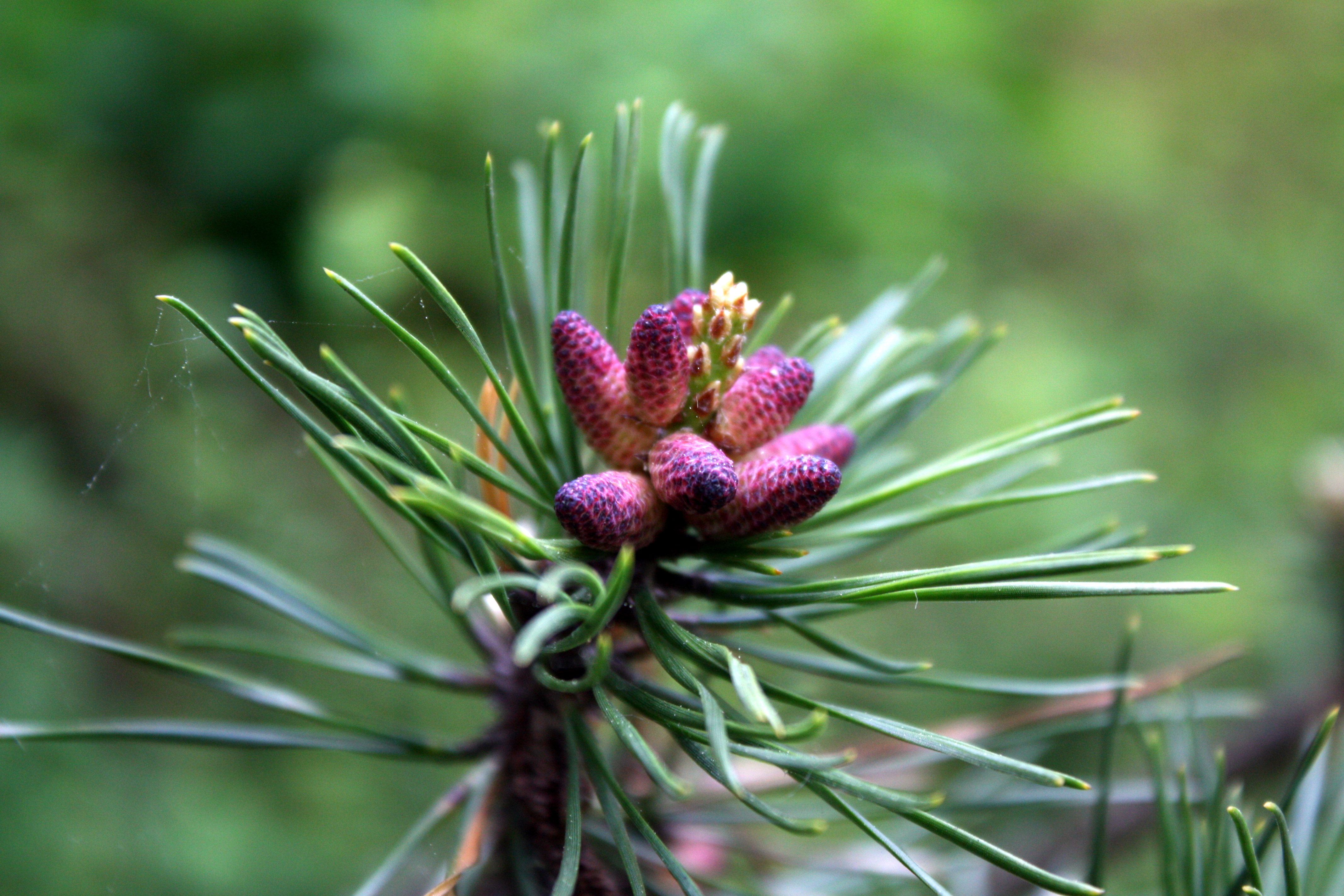
雄花
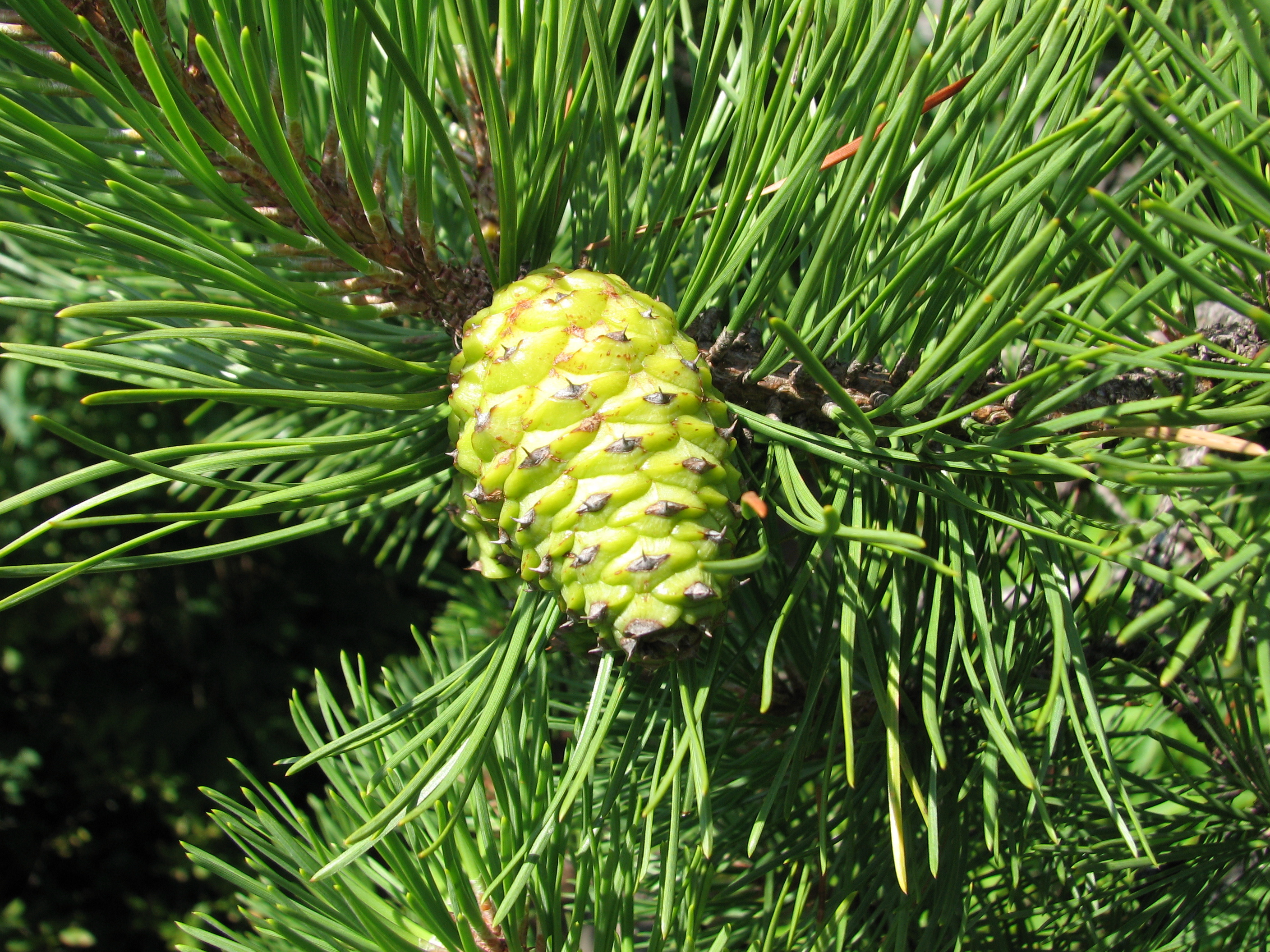
若い球果。刺が目立つ。

## 生態
新芽は出てきてから僅か3年後には花をつけ、実をつけ始める。2年生の実生苗400本を観察したところ、2年目の成長期終りにこのうち2本において計3個の球果を確認した。このように性成熟が非常に早い樹木である。ポット苗はもっと早く成熟する可能性があり、稀ではあるが発芽後12カ月で雌花が形成された記録もある。性成熟の早さとは逆に、種子を散布した後の開いた球果（松かさ）は樹上に長くとどまることが多い。
花は春に咲く。ニュージャージー州においては雄花は4月の第3週ごろに、雌花は少し遅れて5月の初めに咲く。球果は受粉・受精した後、翌年の夏の終わりに熟す。本種は他のマツと交配することが稀にある
本種の球果はおよそ3年ごとに豊作になるという報告があるが、3年などと決まったものでなくもっと変則的なものである。ニュージャージー州南部において、豊作・大豊作は4年から9年おきに起こっている。凶作は稀に2年連続で起こったが、大抵は大豊作の次の翌年から3年後までのどこかで起こることが多い。
種子の散布は成熟後、球果が閉じたままの時間の長さによって次の2種類に分けることが出来る。一つは成熟後すぐに球果が開き種子が散布するものである。もう一つのタイプは成熟後も何年も閉じたままとなり種子を閉じ込めてしまうものである。後者は火災の熱によって開いたり、伐採や倒木などによって球果が接地することにより種子を散布する。1つの個体でもこの両方の方式が見られることがあり、同じ種類なのに、なぜ種子の散布方式が違うのかということについてはいくつかの研究がなされている。成熟後すぐに種子を散布する前者タイプは近縁種のエキナタマツ(P. echinata)の方式とよく似ていることが知られている。ニュージャージー州南部においては球果が成熟後すぐに開くとき、種子の散布は11月上旬に始まり、翌年の4月まで続く。エキナタマツは最初の1カ月で全体の69％の種子を散布し、さらに1カ月もすると全体の90％の種子を散布してしまう。
厚いリター（litter、動植物の遺体など）は、たとえ十分な水分があったとしても発芽するための場所としては不適切である。ある研究によれば、火災で焼けておらず厚いリターのある場所では7月の時点で実生苗はほとんど見られなかったが、似たような地域で種子が散布される前の9月に激しい火災があった場所では、1 haあたり16000本から56000本もの実生苗が見られた。
幹から直接芽を出す不定芽の形成は火災への対応と考えられており、こうすることによって火災後いち早く他の樹種よりも再生することが出来ると考えられている。

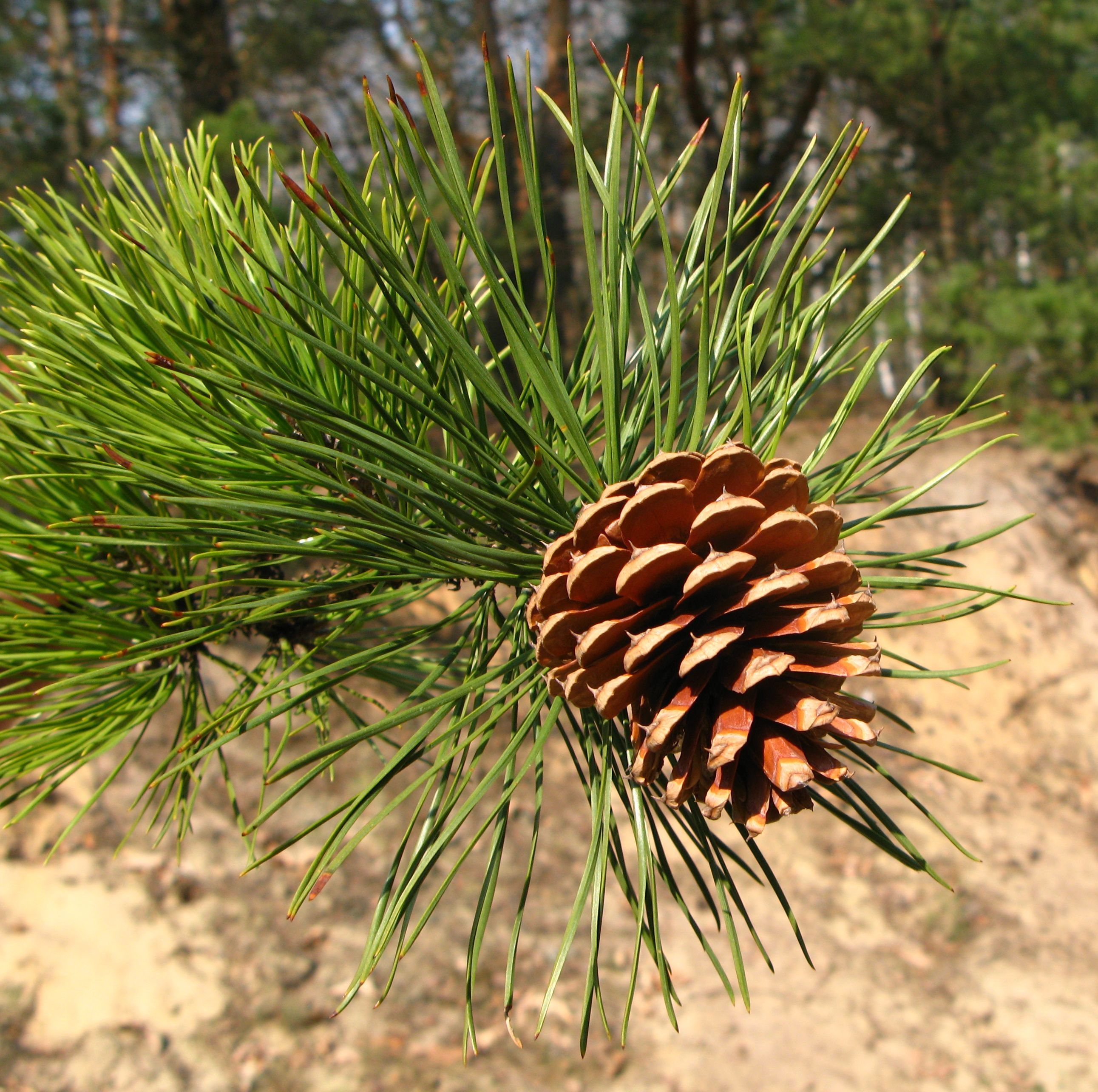
開いて種子を散布した球果

### マツに対する災害
シカ、ウサギ、ネズミによる食害、干ばつ・風・雪氷などの気象災害や塩害などはマツにダメージを与える。シカとウサギによる被害は個体が小さい時や新芽に限られる。
干ばつは多くのリギダマツの実生苗を殺してしまう、特に2年生以下の若い苗は感受性が強く被害に会いやすい。1957年の夏季の干ばつは、ある試験地（プロット）に前年に採り播きした種から育てた稚樹の8割を枯死させた。風による被害で最も一般的なのは何かしらの弱点のある大きな個体での損傷である。しかしながら、ハリケーンのような強い嵐では老木や20年生以上の植林地において多くの個体を倒してしまう。特に根が腐っている個体は影響を受けやすい。湿雪や氷が梢や枝に付着してその重みで損傷する冠雪害はどの樹齢でも見られる。本種の葉は塩分の付着には、本種とともに森林を構成している生き物たちよりも強い。しかし、ハリケーンや強風によって大量に付着してしまうと、葉を枯らしてしまう。沿岸部では広範囲にみられることがあり、個体を枯死させるほどではないが生長は抑制される。
いくつかの菌類はマツを加害するが、多くの場合重大な全身症状は起こさない。幹に寄生するサビキンの仲間がいくつかいる。葉に着くサビキンの仲間にはColeosporium、 Ploioderma lethaleや P. hedgcockiiなどがいる。小枝には腫瘍病（canker）が発生し、原因菌はDiplodia peneaなどである。他のマツにも多くの被害を与えるマツノネクチタケ(Heterobasidion annosum)が引き起こす根株心腐病は根元の心材を侵して物理的な強度を下げてしまうが、概ね75年生ぐらいまでは倒れることはない。
多くの昆虫がマツを加害する。とくに重要なのがガの仲間であるRhyacionia frustranaやR. rigidanaである。マツの葉に着くシャクトリムシはLambdina属のガの幼虫である。マサチューセッツ州ケープコッド（Cape Cod）ではこのシャクトリムシが周期的に発生している。1954年の発生ではケープコッドの約20000 haのマツが丸裸にされてしまった。ハバチ・キバチの仲間もマツを加害するNeodiprion lecontei, N. pratti paradoxicus, N. pinusrigidaeやキクイムシの一種Dendroctonus frontalisなども来る。
日本で問題になっているマツ材線虫病に対しては強い抵抗性を示す。このことは線虫が北米原産であり、土着のマツに対しては病原性が弱いことを示す。

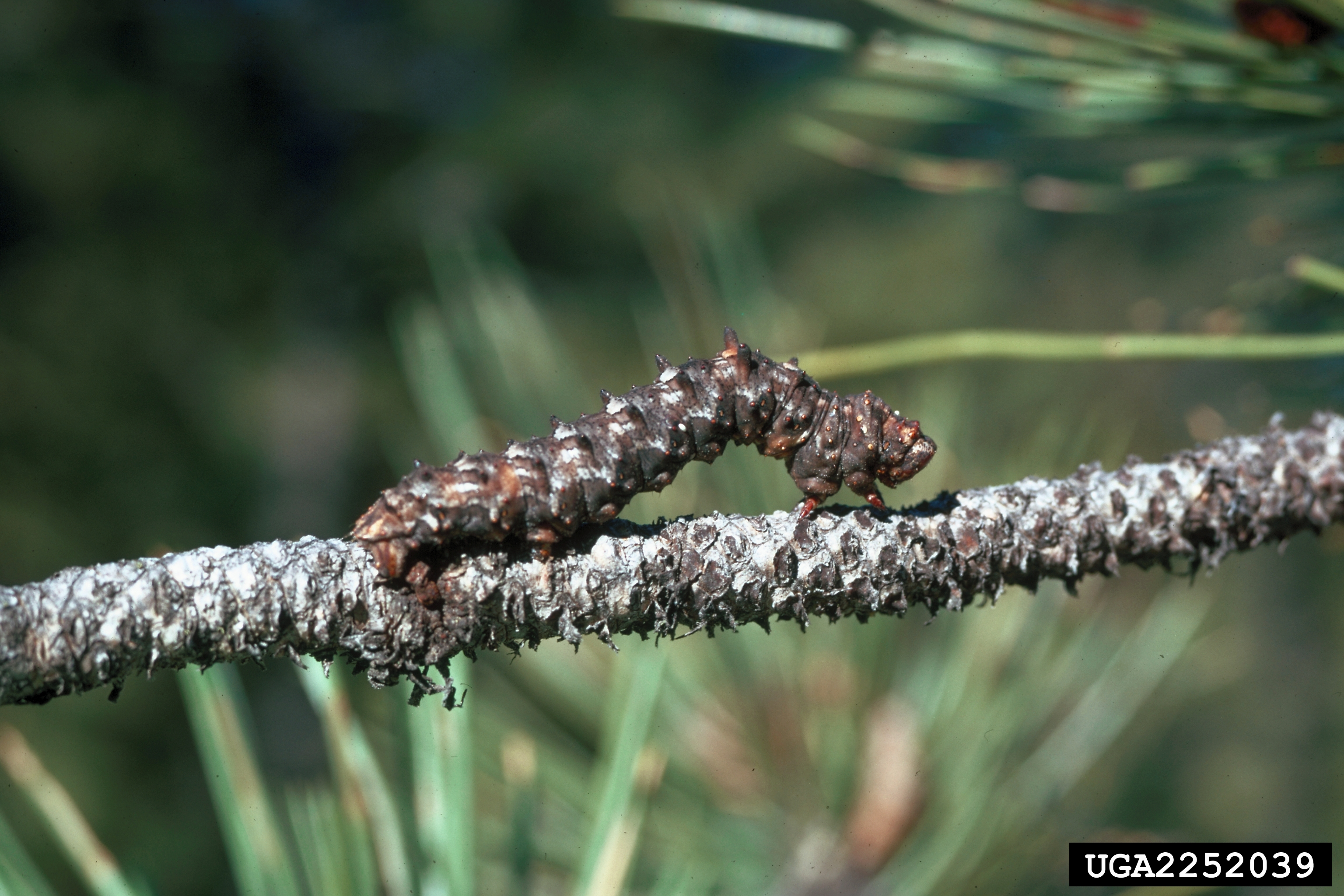
Lambdina属のガの幼虫
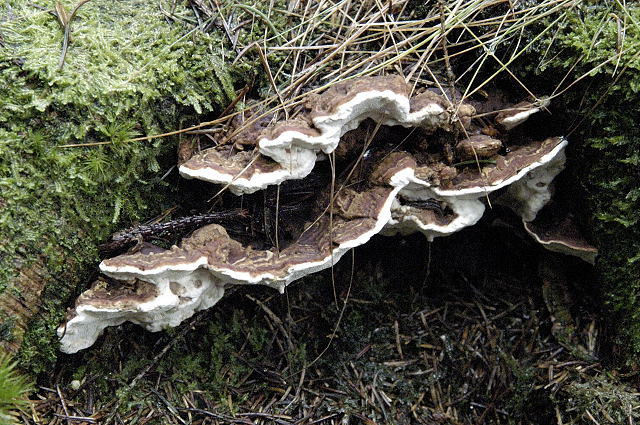
マツノネクチタケ (Heterobasidion annosum)

## 利用
本種は形が不揃いで曲がったものが多く、アメリカ東部原産の他のマツに比べて成長も早くないのでに木材生産用の樹種としては主要なものとはされていない。しかし、本種は厳しい条件でも成長できる。かつては、本種は松脂（英：pitch）を取る原料として、船を造る原料や坑道を支えるための木材、鉄道の枕木などにおいて主要な供給源となっていた。これは大量の樹脂を含み、腐敗しにくいためである。このために英語ではpitch pineと呼ばれる。ドイツではラジオの電波塔を建てるのにも使われた。今日では、主な使い道としては簡易な建物、梱包材、燃料などである。用材としては評価が低いが、逆に曲がった樹形などが評価を得て、盆栽では評価が高い樹種となっている。